# Giovanni I di Meclemburgo
Giovanni I di Meclemburgo, detto il Teologo, in tedesco Johann I., Herr zu Mecklenburg, der Theologe (1211 circa – 1º agosto 1264), fu dal 1234 fino al 1264 Signore del Meclemburgo.

## Biografia

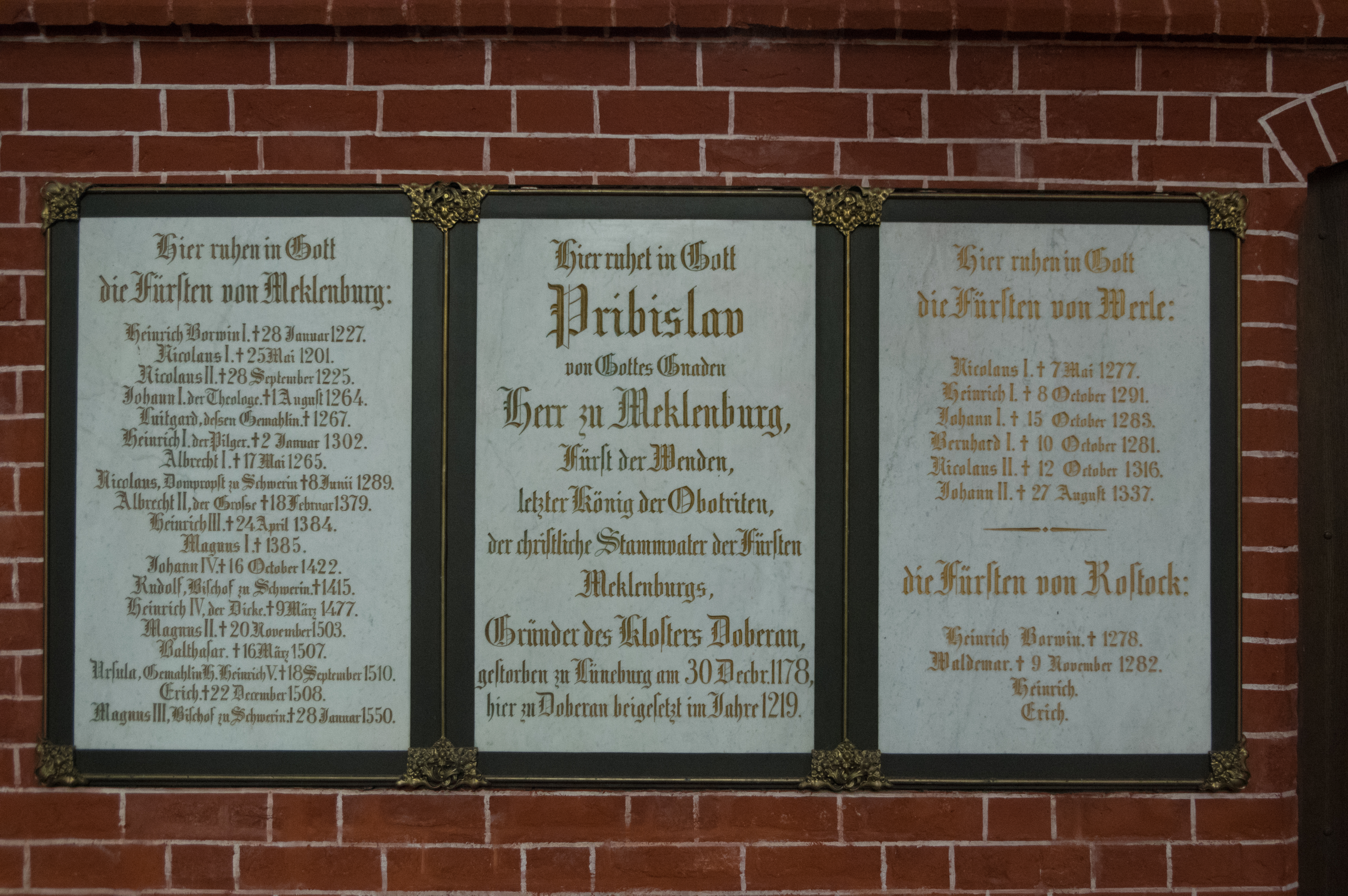
Memoriale con i nomi dei nobili di Meclemburgo sepolti nella cappella di Pribislavo a Doberan

Giovanni era il primo figlio maschio di Enrico Borwin II di Meclemburgo e di Cristina di Svezia (†1248), figlia del re di Svezia Sverker II.
Alla morte del padre lui e i suoi fratelli gestirono congiuntamente il Meclemburgo per un primo periodo di tempo poi, intorno al 1230, procedettero alla spartizione del territorio. Da questa operazione, nota come prima partizione del Meclemburgo, Giovanni ricevette il  territorio degli avi.
Dopo la spartizione del territorio, in quanto fratello più anziano, gli venne riconosciuta la supremazia sul Nel 1227, grazie alla battaglia di Bornhöved, ottenne la liberazione della sua terra dalla dipendenza feudale dei danesi. Questa tuttavia ridivenne presto oggetto delle mire dei sassoni, il che lo portò alla guerra contro il ducato di Sassonia-Lauenburg e contro i conti di Schauenburg-Holstein.
Gli riuscì di ottenere dal fratello Pribislao I, in competizione con il vescovato di Schwerin e la relativa contea, parte del territorio della signoria di Parchim-Richenberg, inclusa, fra l'altro, la città di Sternberg. Egli sostenne la Chiesa e gl'insediamenti tedeschi in Meclemburgo. Nel 1256 si trasferì a Schwerin autorizzando la demolizione della Rocca di Meclemburgo per costruirvi il nuovo castello.
Nel 1262 egli concluse un'alleanza con i Welfen contro la Danimarca.
Alla sua morte venne sepolto nel Duomo di Doberan.

## Matrimonio e discendenza
Giovanni I sposò Luitgarda di Henneberg, figlia del conte Poppo VII di Henneberg, dalla quale ebbe:
- Enrico I, detto il Pellegrino
- Alberto I, coreggente dal 1264 al 1265
- Hermann, signore di Schwerin
- Elisabetta, andata sposa a Gerardo I di Holstein-Itzehoe
- Nicola III, canonico di Lubecca, dal 1275 al 1289 coreggente
- Poppo, morto prima del 1264
- Giovanni II, coreggente dal 1275 al 1283

## Ascendenza
|                                 |                     |                            | Genitori                |  |  | Nonni |  |  | Bisnonni                  |  |  | Trisnonni |  |
|                                 |                     |                            |                         |  |  |       |  |  | Pribislavo di Meclemburgo |  |  | Niklot    |  |
|                                 |                     |                            |                         |  |  |       |  |  | Pribislavo di Meclemburgo |  |  | Niklot    |  |
|                                 |                     | …                          |                         |  |  |       |  |  | Pribislavo di Meclemburgo |  |  |           |  |
| Enrico Borwin I di Meclemburgo  |                     |                            |                         |  |  |       |  |  | Pribislavo di Meclemburgo |  |  |           |  |
|                                 |                     | …                          | …                       |  |  |       |  |  |                           |  |  |           |  |
|                                 |                     | …                          | …                       |  |  |       |  |  |                           |  |  |           |  |
|                                 |                     | …                          | …                       |  |  |       |  |  |                           |  |  |           |  |
| Enrico Borwin II di Meclemburgo |                     | …                          |                         |  |  |       |  |  |                           |  |  |           |  |
|                                 |                     | …                          | …                       |  |  |       |  |  |                           |  |  |           |  |
|                                 |                     | …                          | …                       |  |  |       |  |  |                           |  |  |           |  |
|                                 |                     | …                          | …                       |  |  |       |  |  |                           |  |  |           |  |
| …                               |                     | …                          |                         |  |  |       |  |  |                           |  |  |           |  |
|                                 |                     | …                          | …                       |  |  |       |  |  |                           |  |  |           |  |
|                                 |                     | …                          | …                       |  |  |       |  |  |                           |  |  |           |  |
|                                 |                     | …                          | …                       |  |  |       |  |  |                           |  |  |           |  |
| Giovanni I di Meclemburgo       |                     | …                          |                         |  |  |       |  |  |                           |  |  |           |  |
|                                 | Carlo VII di Svezia | Sverker I di Svezia        |                         |  |  |       |  |  |                           |  |  |           |  |
|                                 | Carlo VII di Svezia | Sverker I di Svezia        |                         |  |  |       |  |  |                           |  |  |           |  |
|                                 | Carlo VII di Svezia | Ulvhild Håkonsdotter       |                         |  |  |       |  |  |                           |  |  |           |  |
| Sverker II di Svezia            | Carlo VII di Svezia |                            |                         |  |  |       |  |  |                           |  |  |           |  |
|                                 |                     | Kristina Stigsdotter Hvide | Stig Tokesen            |  |  |       |  |  |                           |  |  |           |  |
|                                 |                     | Kristina Stigsdotter Hvide | Stig Tokesen            |  |  |       |  |  |                           |  |  |           |  |
|                                 |                     | Kristina Stigsdotter Hvide | Margherita di Danimarca |  |  |       |  |  |                           |  |  |           |  |
| Kristina di Svezia              |                     | Kristina Stigsdotter Hvide |                         |  |  |       |  |  |                           |  |  |           |  |
|                                 |                     | …                          | …                       |  |  |       |  |  |                           |  |  |           |  |
|                                 |                     | …                          | …                       |  |  |       |  |  |                           |  |  |           |  |
|                                 |                     | …                          | …                       |  |  |       |  |  |                           |  |  |           |  |
| …                               |                     | …                          |                         |  |  |       |  |  |                           |  |  |           |  |
|                                 |                     | …                          | …                       |  |  |       |  |  |                           |  |  |           |  |
|                                 |                     | …                          | …                       |  |  |       |  |  |                           |  |  |           |  |
|                                 |                     | …                          | …                       |  |  |       |  |  |                           |  |  |           |  |
|                                 |                     | …                          |                         |  |  |       |  |  |                           |  |  |           |  |